# العلمین (سوریه)
العلمین (سوریه) (به عربی: العلمین) یک منطقهٔ مسکونی در سوریه است که در استان حماه واقع شده‌است.

## خصوصیات
العلمین ۱٬۰۸۱ نفر جمعیت دارد.